# La Rivera, Oaxaca
La Rivera är en ort i Mexiko.   Den ligger i kommunen Santa María Tonameca och delstaten Oaxaca, i den sydöstra delen av landet, 500 km sydost om huvudstaden Mexico City. La Rivera ligger 143 meter över havet och antalet invånare är 238.
Terrängen runt La Rivera är kuperad norrut, men söderut är den platt. Terrängen runt La Rivera sluttar söderut. Runt La Rivera är det ganska glesbefolkat, med 45 invånare per kvadratkilometer. Närmaste större samhälle är San Juanito o la Botija, 7,1 km väster om La Rivera. Omgivningarna runt La Rivera är en mosaik av jordbruksmark och naturlig växtlighet.